# Thyreophora

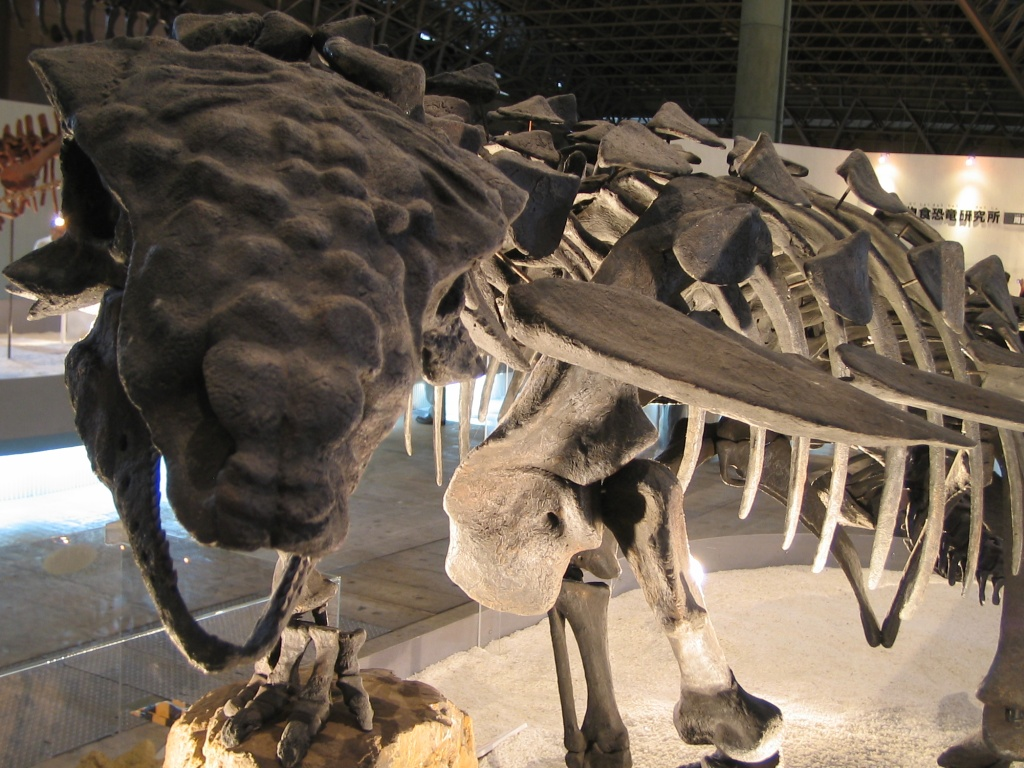
Mymoorapelta

De Thyreophora zijn een groep dinosauriërs die behoren tot de Genasauria.
De naam is bedacht door baron Franz Nopsca in 1915 voor een grote groep Ornithischia: alle soorten met enige bewapening dus ook de Ceratopia. Later werd de groep beperkter opgevat.
In 1998 is een klade Thyreophora voor het eerst door Paul Sereno gedefinieerd als de groep omvattende alle soorten nauwer verwant aan Ankylosaurus dan aan Triceratops. In 2005 werd door hem een voorzichtiger definitie gegeven: de groep bestaande uit Ankylosaurus magniventris Brown 1908 en alle soorten nauwer verwant aan Ankylosaurus dan aan Parasaurolophus walkeri Parks 1922, Pachycephalosaurus wyomingensis Gilmore 1931 en  Triceratops horridus Marsh 1889.   
De Thyreophora vormen met hun zustergroep de Cerapoda een strikte onderverdeling per definitie van de Genasauria, een feitelijke onderverdeling van de Ornithischia, een feitelijke hoofdonderverdeling van de Dinosauria. De Thyreophora ("schilddragers") omvatten de "gepantserde dinosauriërs", zoals de Ankylosauria (ankylosauriërs) en de Stegosauria (stegosauriërs) maar zijn daarin niet strikt onderverdeeld: er zijn ook mogelijke basale Thyreophora buiten die groepen, zoals Scelidosaurus. De Ankylosauria en Stegosauria samen vormen de Eurypoda.
De volgende fylogenie is per definitie waar:
- Genasauria
  - Cerapoda
  - Thyreophora